# Tiro al piccione (film)
Tiro al piccione è un film del 1961 diretto da Giuliano Montaldo, al suo esordio alla regia, tratto dall'omonimo romanzo di Giose Rimanelli, edito nel 1953 da Mondadori.
Il film è stato presentato alla 22ª Mostra internazionale d'arte cinematografica di Venezia il 25 agosto 1961.

## Trama
Il giovane Marco, dopo l'8 settembre 1943, si arruola nell'esercito della Repubblica Sociale Italiana. Dopo aver compiuto un gesto eroico rimane ferito ed in ospedale conosce Anna, un'infermiera che lo cura amorevolmente e che si innamora di lui.
Marco scopre che Anna è legata anche ad un vecchio industriale, da cui è mantenuta in una lussuosa villa. Viene poi a sapere che Anna si è concessa anche al capitano Mattei per evitare di farlo tornare in combattimento ed è fuggita con lui e con l'industriale in uno squallido triangolo di opportunismo prima della sconfitta di Mussolini. Marco li sorprende nell’atto della fuga e, sdegnato, l’abbandona.
Nonostante abbia sentito alla radio della cattura e fucilazione di Mussolini, il tenente Nardi tenta ugualmente di raggiungere attraverso le montagne la Valtellina. Sorpresi dai partigiani, i repubblichini fuggono e si arrendono. Anche Marco, ormai frastornato dagli avvenimenti e chiamato a gran voce dai commilitoni, decide di consegnarsi al nemico dopo il suicidio del tenente Nardi il quale, immediatamente prima, gli aveva ordinato di raggiungerli.

## Realizzazione
Il film è stato girato a Vercelli, a Villa Castelli a Stresa (lago Maggiore) e sulle montagne della zona di Balmuccia.
Sembra che alcune sequenze siano state girate in Val Mastallone e precisamente presso il ponte della Gula e presso le miniere della Gula in territorio del comune di Cravagliana.

## Critica
Il Mereghetti. Dizionario dei film (1993): **½
«Un film coraggioso e anticonformista [...]»

## Restauro
Il restauro del film è stato realizzato dal Centro sperimentale di cinematografia e presentato il 5 settembre 2019 alla 76ª Mostra internazionale d'arte cinematografica di Venezia nella sezione Venezia Classici.. Successivamente, dal 27 gennaio 2021 l'edizione restaurata è stata distribuita da Penny Video sul mercato home video in formato DVD e Blu-ray.